# 麻井寛史
麻井寛史（あさいひろし、1978年4月26日 - ）は、日本のミュージシャン、ベーシスト、作曲家、編曲家。the★tambourinesの元メンバー、Sensationのメンバー。岡山県出身。ABO式血液型はA型。

## 来歴・人物
- 代名詞は「ガンダムベーシスト」。
- 2001年から2009年6月までthe★tambourinesのメンバーとして活動。多くの楽曲で作曲・編曲を担当。
- 倉木麻衣や小松未歩、三枝夕夏 IN dbの楽曲で編曲を、上木彩矢や岸本早未の楽曲を作曲するなどの活動も行っている。
- 愛内里菜のバックバンドとしても活動。
- 1999年のZARDの船上ライブやB'zの稲葉浩志のソロツアーなどに参加。また最近では、上木彩矢や宇浦冴香のワンマンライブにも参加した。
- 2010年8月26日「GARNET CROW Symphonic Concert 2010 ～All Lovers～」サポートメンバーで参加した。
- 2010年からは元Naifuの山口篤らとWAR-EDとして活動するが、2011年7月に山口と脱退し、同年末までサポートとしての活動に移した。
- 2012年、大賀好修、大楠雄蔵、車谷啓介とSensationを結成。
- 2013年3月20日、ライブハウスの大阪・北堀江hillsパン工場の10周年記念の日に、Sensationとして2枚目のアルバム『Sensation II』発売記念ライブ「Sensation LIVE Image 〜SPRING HAS COME！〜」を開催。
- 2013年4月6日、ライブハウスの東京・初台The DOORSで、Sensationとして東京では初となるライブである、『Sensation II』発売記念ライブ「Sensation LIVE Image 〜SPRING HAS COME！〜」を開催。
- 2019年から2022年まで車谷啓介と共にWANDSのサポートメンバーを務めていた。
- 2020年よりFIELD OF VIEWのサポートメンバーを務める。ただし、徳永暁人、山田裕之、山田"Anthony"サトシ、飯塚祐太郎もベーシストとしてサポートメンバーを務めているため、毎回ではない。

## 楽曲提供

### 作曲・編曲
- 上木彩矢
  - 「桜絵」
- 岸本早未
  - 「Yes or No?」
  - 「for…You from…Me」

### 作曲
- 菅崎茜
  - 「Promises」

### 編曲
- 上木彩矢
  - 「Crash」
- 岡崎雪
  - 「Used to be in love」
- 北原愛子
  - 「キンセンカ」
- 倉木麻衣
  - 「Love,needing」
  - 「chance for you」
- grram
  - 「心の指すほうへ」
  - 「オレンジの空」
  - 「新しい朝は来る」
- 小松未歩
  - 「style of my own 〜遊景〜」
  - 「カムフラージュ」
  - 「神様はジッと見てる」
- さぁさ
  - 「ナチュリラ」
  - 「嘘」
  - 「サイテヒライテ」
  - 「eyes to eyes」
  - 「Over The Rainbow」
- SARD UNDERGROUND
  - 「Top Secret」（長戸大幸との共同）
  - 「好きなように踊りたいの」（長戸大幸との共同）
  - 「You and me (and...)」
  - 「クリスマス タイム」
  - 「翼を広げて」
  - 「Teenage dream」
  - 「瞳閉じて」
  - 「揺れる想い [tribute 2023]」
  - 「その結婚、正気ですか？」
  - 『ZARD tribute Best Selection』（「眠れない夜を抱いて」、「この愛に泳ぎ疲れても」、「運命のルーレット廻して」を除く全曲）
  - 「突然 [tribute 2024]」
  - 「愛は暗闇の中で [tribute 2024]」
  - 「星の光」
- 三枝夕夏 IN db
  - 「流星のノスタルジア」
  - 「Smile & Tears」
- Shiho
  - 「Warped mind」
  - 「innocent world」
- 高岡亜衣
  - 「眠れない夜」
- 竹井詩織里
  - 「優しい陽射し」
  - 「あの海が見えたら」
  - 「二人のSunny day」
  - 「潮騒レター」
  - 「流星」
  - 「at eighteen」
- moca
  - 「毒りんご」
  - 「女の種」
- 森丘直樹
  - 「Phoenix Breath」

### リミックス
- 愛内里菜
  - 「Sincerely Yours ～keen refrain～」
- 小松未歩
  - 「チャンス～RECHANCE～」
  - 「恋になれ...～Forest that ripples out～」

## レコーディング参加
- OOM
  - 『REVOLVER』
  - 『SECOND』
- 上木彩矢
  - 「Believe in YOU」
- ZARD
  - 「かけがえのないもの」
- 高岡亜衣
  - 「It's funky music」
  - 「I do it for your love」
  - 「Don't wanna think of you」
- 竹井詩織里
  - 「世界 止めて」
  - 「Like a little Love」
  - 「夢のつづき」
- B.B.クィーンズ
  - 「Good-by morning」
- Fayray
  - 「Over」
  - 「別々の帰り道」
  - 「君だけのメロディー」
- moca
  - 「飛べない空」
- 小松未歩
  - 『小松未歩 7 〜prime number〜』
- GARNET CROW
  - 『メモリーズ』